# 雨點寶螺
雨點寶螺（学名：Cypraea controversa）为寶螺科寶螺屬下的一个种。